# Pathé Ede
Pathé Ede is een infotainmentcenter in Nederland, gelegen aan de A12 bij Ede. Pathé Ede is zowel een bioscoop als congreslocatie. Pathé Ede is actief op drie gebieden: Film, Event en Congres. De bioscoop begon onder de naam CineMec; sinds 2014 is de bioscoop onderdeel van Pathé Nederland. Tot mei 2018 behield het echter de naam CineMec.

## Gebouw en geschiedenis
Pathé Ede opende in 1999 als CineMec Ede. Aanvankelijk waren er slechts vier zalen. Later is dat aantal vergroot tot 9 zalen: 7 "kleine" zalen, met een capaciteit variërend van 120 tot 188 stoelen, één grote zaal met 336 stoelen en het ExpoTheater met 1.033 stoelen.
Het bijzondere aan Pathé Ede is het gebouw waarin het is gehuisvest. Het gebouw is in een geluidswal geïntegreerd. De zalen vallen op doordat het rode dozen zijn die uit de geluidswal steken. Het door architectenbureau DP6 uit Delft ontworpen gebouw grenst aan de snelweg A12. Door de hoge eisen die zijn gesteld aan de geluiddichtheid van de bioscoopzalen kunnen deze dienstdoen als geluidscherm. Onder de zalen ligt een centrale hal uitgehold in de geluidswal. Trappen en zwevende vloeren en de naar binnen stekende bioscoopzalen bepalen de sfeer.
Op zaterdag 31 oktober 2009 werd het ExpoTheater geopend. Die zaal wordt gebruikt als theaterzaal met een capaciteit van 1.033 stoelen en als vlakke vloer ter grootte van 1.000 m2. Zo kunnen in deze zaal voor meerdere doeleinden (film, congres, bedrijfsevenementen) evenementen gerealiseerd worden. Iets westelijker is in de geluidswal langs de A12 een parkeergarage gerealiseerd.
Sinds 2014 is de bioscoop onderdeel van Pathé Nederland, dat vervolgens enige jaren de naam CineMec gebruikte voor een bioscoopformule: in september 2015 werd CineMec Utrecht geopend in Utrecht Leidsche Rijn en bijna drie maanden later volgde CineMec Nijmegen. In 2018 werd het drietal bioscopen omgedoopt tot Pathé.
In de winter van 2022-2023 is Pathé Ede bezig geweest met een grote renovatie van de zalen. De oude rode stoelen zijn weggehaald en hiervoor in de plaats zijn Relaxseats van Pathé gekomen. Deze stoelen beschikken over een elektrisch verstelbare voet- en rugsteun die apart van elkaar ingesteld kunnen worden naar de wens van de bezoeker. Deze stoelen zijn geplaatst in elke zaal van Pathé Ede, met uitzondering van het ExpoTheater.

## Film
Pathé Ede is met name gericht op familiefilms en 3D films. Pathé Ede draait verder alle topfilms. De bioscoop beschikt over digitale projectieapparatuur.

## Events
Jaarlijks organiseert de bioscoop meerdere screen events (een filmevenement waarbij een live-voorstelling op het witte doek vertoond wordt) voor het grote publiek. Het gaat hier onder andere om ballet, toneel en opera.

## Overig gebruik zalen
De zalen van de bioscoop kunnen gebruikt worden voor de vertoning van films maar ook als presentatieruimte voor congressen.
Evenementen variëren van een klantendag, leveranciersdag, productpresentatie, bedrijfsfeest, seminar tot een congres.

## Trivia
- In 2005 werd CineMec in Ede door het consumentenprogramma Kassa! van de VARA uitgeroepen tot beste bioscoop van Nederland.[1]
- In 2009 ontving CineMec het duurzaamheidslabel A voor haar energiebesparende gebouw en werd geprezen om de creatieve duurzame oplossingen door Agentschap NL.
- In januari 2010 werd de nieuwe expohal officieel in gebruik genomen en vond er een concert van ex-Rolling Stone Bill Wyman plaats.